# 3-苯氧基扁桃腈
3-苯氧基扁桃腈是一种有机化合物，化学式为C14H11NO2，它是拟除虫菊酯生产过程中的重要中间体。它可由3-苯氧基苯甲醛和三甲基氰硅烷在催化下反应制得。